# Frangy-en-Bresse
Frangy-en-Bresse – miejscowość i gmina we Francji, w regionie Burgundia-Franche-Comté, w departamencie Saona i Loara.
Według danych na rok 1990 gminę zamieszkiwały 552 osoby, a gęstość zaludnienia wynosiła 23 osoby/km² (wśród 2044 gmin Burgundii Frangy-en-Bresse plasuje się na 420. miejscu pod względem liczby ludności, natomiast pod względem powierzchni na miejscu 311.).